# Балчицька сольниця
Балчицька сольниця (до 29 червня 1942 р. Балчицька тузла, Балчицьке болото, відоме і як Тузлата) — прибережне озеро і грязьовий курорт з однойменною назвою, який використовує озерний мул.
Озеро розташоване в північній частині болгарського узбережжя Чорного моря, приблизно в 5 км на схід від Балчика. Воно утворилось унаслідок зсува, а солоність становить від 28 ‰ на сході й до 160 ‰  у західній частині.
Дно покрите радіоактивним мулом, темно-коричневого, чорного відтінка, з великою пластичністю, із запахом сірководню, зернистої і тонкої однорідної консистенції. Запаси сірки оцінюються в близько 38 тис. тонн.
З 1955 року  функціонує санаторій з лікувальним центром.

## Зовнішні посилання
- Книга про Тузлу в Балчику